# Ірано-ізраїльський проксі-конфлікт
Ця стаття про протистояння Ірану та Ізраїлю в XX-XXI ст. Про збройний конфлікт, що почався в 2024 році див. тут
Ірано-ізраїльський проксі-конфлікт, також відомий як ірано-ізраїльська проксі-війна або холодна війна між Іраном та Ізраїлем, — це триваюче протистояння, в якому обидві сторони підтримують союзників у регіональних конфліктах. У межах ізраїльсько-ліванського конфлікту Іран підтримував ліванські шиїтські угруповання, насамперед «Хезболлу». У палестино-ізраїльському конфлікті Іран надавав підтримку палестинським угрупованням, зокрема «Хамасу». Ізраїль, зі свого боку, підтримував іранських повстанців, таких як «Моджагеди народу Ірану», здійснював авіаудари по союзниках Ірану в Сирії та ліквідовував іранських ядерних науковців. У 2018 році ізраїльські війська завдали прямих ударів по іранських силах у Сирії.
У період Імперського Ірану, керуючись доктриною «периферії», Іран та Ізраїль мали тісні відносини, розглядаючи арабські держави як спільну загрозу. Після ісламської революції 1979 року Іран розірвав дипломатичні зв’язки з Ізраїлем, хоча таємні контакти зберігалися під час ірано-іракської війни. Іран тренував та озброював «Хезболлу» для протидії ізраїльському вторгненню в Ліван 1982 року та продовжував підтримку шиїтських угруповань під час ізраїльської окупації Південного Лівану. Ще до 1979 року іранські ісламісти надавали матеріальну підтримку палестинцям; після революції Іран намагався налагодити зв’язки з Організацією визволення Палестини, а згодом — з «Ісламським джигадом» та «Хамасом». Ізраїль вів війну з «Хезболлою» у 2006 році, а також кілька війн із палестинцями в Секторі Гази та навколо нього: у 2008–2009, 2012, 2014, 2021 роках і знову — з 2023 року. Ліванська війна 1982 року та війна в Газі стали найкривавішими конфліктами арабо-ізраїльського протистояння.
Конфлікт між Іраном та Ізраїлем пояснюється різними причинами. У минулому обидві країни мали теплі відносини через спільні загрози, але до 1990-х СРСР розпався, а Ірак був послаблений. Іранські ісламісти здавна захищають палестинців, яких вважають пригнобленими. На думку дослідників, підтримуючи палестинців, Іран прагне здобути більшу підтримку серед сунітів і арабів, які домінують на Близькому Сході. Іран у різний час висловлював підтримку як однодержавному, так і дводержавному рішенню палестинського питання, водночас використовуючи й радикальнішу риторику щодо знищення Ізраїлю. Ізраїль розглядає Іран як екзистенційну загрозу, звинувачуючи його в геноцидних намірах, тоді як Іран звинувачує Ізраїль у геноциді в Газі. Відповідно, Ізраїль прагне запровадження санкцій та застосування військових засобів проти Ірану, щоб не допустити створення ним ядерної зброї.
У 2024 проксі-конфлікт переріс у серію прямих зіткнень між країнами. В червні 2025 періодичні взаємні атаки перейшли в активну фазу.

## Історія
Протистояння пов'язане з ворожим ставленням керівництва Ісламської республіки Іран щодо Держави Ізраїль, а також з їхньою проголошеною метою ліквідації єврейської держави.
Іран надає всебічну підтримку ісламістським групам, зокрема «Хезболла» і «Ісламський джихад у Палестині», які є ворогами Ізраїлю і багатьма країнами були визнані терористичними організаціями. Також Ізраїль занепокоєний іранською програмою створення ядерної зброї та ракетною програмою і прагне послабити іранських союзників і сателітів, а також перешкодити іранському впливу на Сирію і Ліван.
Неприязне ставлення Ірану до Ізраїлю виникло після Ісламської революції в Ірані 1979 року, вилилось у приховану підтримку Іраном Хезболли під час конфлікту в Південному Лівані (1985—2000), а до 2005 року перетворилося в регіональний проксі-конфлікт. У 2006 році Іран активно підтримував Хезболлу під час Ліванської війни, паралельно почав підтримувати ісламістські рухи ХАМАС і «Ісламський джихад у Палестині», особливо в секторі Гази.
Натомість Ізраїль ініціював кампанію з протидії іранській ядерній програмі, використовуючи для цього кілька антирежимних воєнізованих угруповань всередині Ірану. З початком громадянської війни в Сирії конфлікт загострився і до 2018 року вилився у прямі військові дії. Участь Ірану та Ізраїлю у війні в Сирії постійно створює загрозу прямого конфлікту між двома країнами. Також, Ізраїль підтримує зв'язки з іншими противниками Ірану, такими як Саудівська Аравія і США. Ізраїль звинувачує Іран у спробі сформувати наземний транспортний маршрут з Ірану через Ірак та Сирію до Лівану, який Ізраїль розглядає як значну стратегічну загрозу.

## Хронологія

### 2022
SOHR задокументував 32 ізраїльські авіаудари та наземні ракетні обстріли, в ході яких Ізраїль за 2022 року завдав ударів по військових позиціях у Сирії, знищивши 91 ціль, включаючи будівлі, склади, штаб-квартири, центри і транспортні засоби. Внаслідок цих ударів загинула одна цивільна людина та 89 військових і поранив ще 121 особу.

### 2024
З початку війни між Ізраїлем та ХАМАС у 2023 році частота ізраїльських атак збільшилася, та стала ще більш смертоносною.
Повідомлялося, що Ізраїль відмовився від колишніх правил гри і більше не робить попереджувальних пострілів перед атакою. Це спричинило загибель 19 членів «Хезболли» в Сирії з початку війни.

### 2025
У червні 2025 року Ізраїль провів масштабну операцію «Відроджений лев» — серію авіаударів по ядерних і військових об’єктах в Ірані, зокрема в Натанзі, Фордо й Тегерані. Внаслідок ударів загинули високопоставлені командири КВІР та іранські вчені.

## Кількість жертв
| Війна                                                                             | Вбиті | Результат                                              |
| --------------------------------------------------------------------------------- | --- | ------------------------------------------------------ |
| Друга Ліванська війна                                                             | 165 ізраїльтян, 1954 ліванця                                                                                              | глухий кут, обидві сторони оголосили про свою перемогу |
| Операція «Литий свинець» (27 грудня 2008 — 18 січня 2009)                         | 14 ізраїльтян, 1434 палестинця                                                                                            | перемога Ізраїлю                                       |
| Операція «Хмарний стовп»                                                          | 6 ізраїльтян, 158 палестинців                                                                                             | обидві сторони оголосили про свою перемогу             |
| Ірано-ізраїльський конфлікт під час громадянської війни в Сирії (з 30 січня 2013) | ~ 679 вбитих шиїтських ополченців, 252 сирійця, 57 іранців, 48 бойовиків «Хезболли» (загалом 1036 станом на квітень 2024) | продовжується                                          |
| Операція «Непорушна скеля» (2014)                                                 | 73 ізраїльтянина, 2251 палестинець                                                                                        | обидві сторони оголосили про свою перемогу             |
| Ізраїльсько-палестинська криза (2021)                                             | 13 ізраїльтян, 274 палестинця                                                                                             | Нічия                                                  |
| Війна між Ізраїлем та Хамасом (з 7 жовтня 2023)                                   | 38,764 палестинців, 1520 ізраїльтян, 1 росіянин                                                                           | продовжується                                          |
| Зіткнення на ізраїльсько-ліванському кордоні (2023) (з 8 жовтня 2023)             | 12+ ізраїльтян, 130+ ліванців, 16+ палестинців                                                                            | продовжується                                          |
| Ірано-ізраїльський конфлікт (2024)                                                | 16+ іранців та проксі | продовжується                                          |